# Shinai
Das Shinai [ɕi.na.i] (jap. 竹刀, dt. „Bambusschwert“) ist ein Sportgerät und die Waffe, mit der beim Kendō gekämpft wird. Im koreanischen Kumdo heißt das „Bambusschwert“ jukdo (kor. 죽도).
Das Shinai ist eine dem Katana nachempfundene Sport- und Wettkampfwaffe.
Sie besteht aus Bambus oder Carbon und wurde als Alternative zum Bokken im Jahre 1760 erfunden. Zusammen mit dem Bōgu (Rüstung) konnten nun Treffer ausgeführt werden, ohne den Partner ernsthaft zu verletzen.

## Aufbau

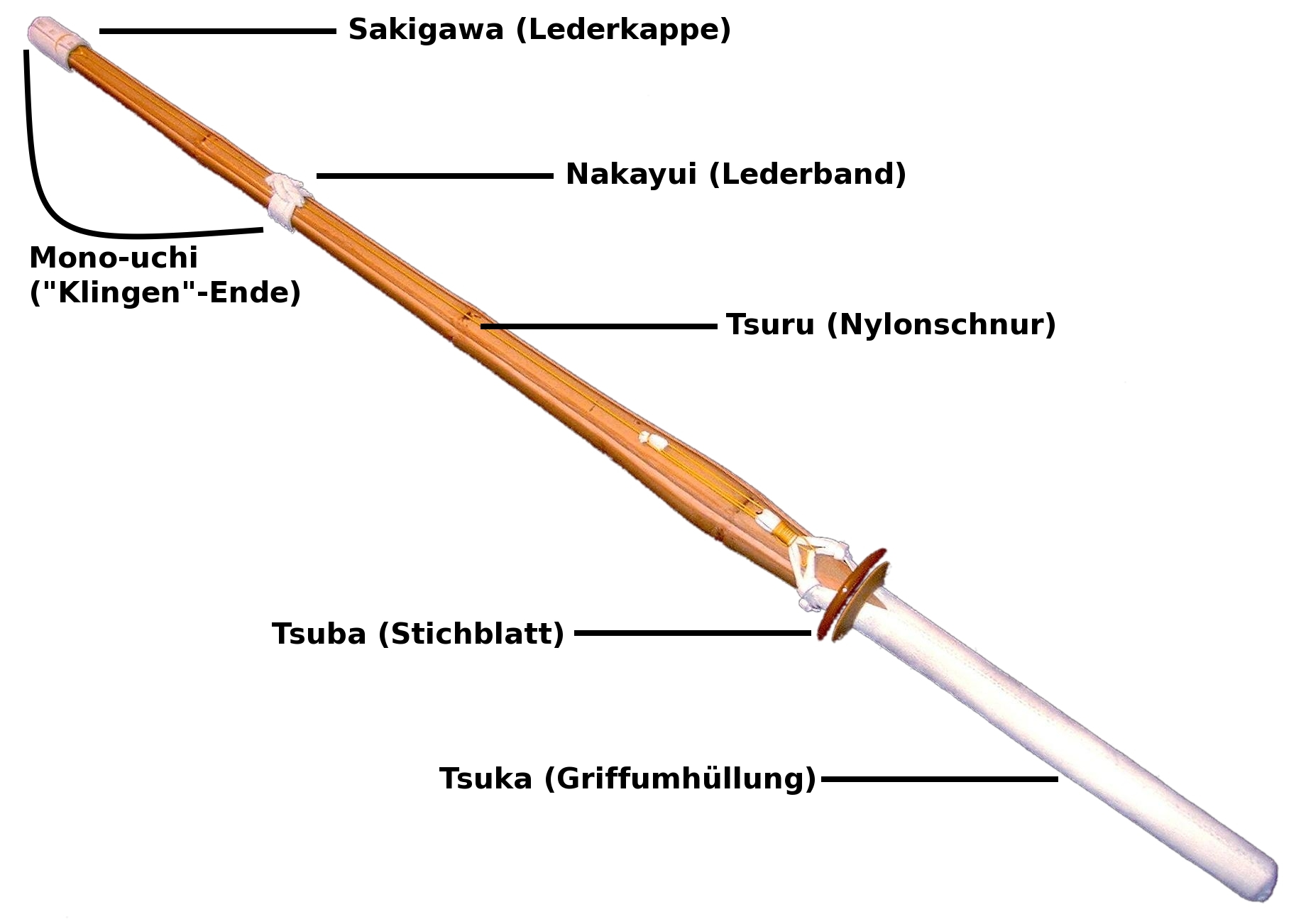
Aufbau des Shinai

Das Shinai besteht aus vier Bambus- oder Carbonstreben die am unteren Ende durch eine Tsukagawa (柄側, dt.: „Griffumhüllung, Griffummantelung“, meist als Lederhülle) zusammengehalten werden. Unter dieser Hülle befindet sich die Tsuka (Griff, 柄) des Shinais. An dessen unteren Teil befindet sich das Tomegana (Eisenplättchen).
Über der Tsukagawa befinden sich Tsuba und Tsuba-dome (Gummiring). Am oberen Ende wird das Shinai durch eine (Lederkappe) zusammengehalten.
Ungefähr 25 cm unter der Sakigawa befindet sich ein Nakayui (Lederband), welches für die Festigkeit der einzelnen Take (Bambusstreben) sorgt.
Die Maße eines Shinai sind im Wettkampf reglementiert. Ein Shinai muss im Damenwettkampf mindestens 440 g, bei den Männern 510 g, wiegen. Außerdem muss es an der Spitze mindestens 25 mm, bzw. 26 mm, durchmessen und darf dabei maximal 120 cm lang sein.
Die Tsukagawa über der Tsuka ist mit der Tsuru (Nylonband) mit der Sakigawa verbunden.
Weiterhin stellt die Tsuru den stumpfen Schwertrücken dar, weshalb Treffer mit der Tsuru-bespannten Seite des Shinai im Kendo als ungültig gewertet werden.
Die Spitze des Shinais wird auch Kensen (剣尖 ‚Schwertspitze‘) genannt.
Die gültige Trefferfläche bei Wettkämpfen ist der Bereich zwischen Sakigawa und Nakayui.

## Variationen
Die ursprünglichste Variante des Shinai ist das Fukuro shinai, bei dem ein Bambusrohr nur im oberen Bereich gespalten wurde und dann mit Leder überzogen wurde.
Neben der typisch runden Form der vier Bambusstreben gibt es auch Oval-Grip-Shinai, die eine dem Katana, welches das Vorbild für die Konstruktion des Shinai darstellt, ähnliche Griffform aufweisen. Viele Anwender schätzen dies, da das Shinai so sicherer in der Hand liegt und leichter zu kontrollieren ist, außerdem ist die Ähnlichkeit zu dem traditionellen Schwert der Samurai so größer.
Auch die Griffdicke kann variieren. Manche Kendoka bevorzugen Shinai mit einem eher dünnem Griff, andere solche, die einen dickeren Griff haben, ähnlich dem Heft eines echten Schwertes. Gerade Anwender mit großen Händen können so unter Umständen durch einen festeren Griff mehr Kraft auf das Shinai übertragen und es dadurch leichter handhaben. Der Schwerpunkt liegt bei diesen Shinai zudem näher am Griffende, wodurch die Waffe sich leichter kontrollieren lässt. Das wirkt sich auf so genannte „kleine“ Techniken ohne große Ausholbewegung aus sowie auf den Schlag zum Do und den Kehlkopfstich (tsuki).
Weiterhin gibt es besonders schwere, aus sechs bis acht Bambusstreben bestehende Shinai Suburi-Shinai. Diese sind nicht für den Wettkampf gedacht, sondern um bei den Schlagübungen (Suburi) die Griff- und weitere Armmuskeln zu stärken. Eine Variation sind aus Massivholz geschnitzte Shinai, die nicht aus mehreren Streben, sondern aus einem Stück bestehen und ebenfalls wesentlich schwerer als Bambusshinai, auf den ersten Blick jedoch nicht von diesen zu unterscheiden sind. Es gibt auch spezielle Gewichte zum Aufstecken an der Shinai-Spitze, die den gleichen Effekt erzielen.
Für Frauen, Männer und Kinder gibt es verschiedene, festgelegte Maße und Gewichtsrichtlinien für die Shinai. Maßeinheit ist das alte japanische Längenmaß shaku; 1 shaku = 30,3 cm. Umgangssprachlich wird das Komma nicht mitgesprochen, so heißt ein 3,9 shaku langes Shinai 39er Shinai. Die gebräuchlichsten Längen sind 37; 38 und 39, wobei die 39er Shinai gewöhnlich für den erwachsenen Mann verwendet werden. Es gibt außerdem noch sehr kurze Shinai, die dem Wakizashi nachempfunden sind. Sie kommen zum Einsatz, wenn im Kendo nitō (ni 二 = „zwei“, tō 刀 = „Schwert“), also mit zwei Schwertern, gekämpft wird. Hierbei wird ein 37er Shinai in der einen Hand gehalten und ein kleines in der anderen.
Die Position der Bambusknoten (jap. 節, fushi), also der dicksten Stellen der Bambusstreben, variiert bei jedem Shinai ein wenig. Es ist empfehlenswert, sich Shinai mit ungefähr gleich positionierten Bambusknoten anzuschaffen, weil die Streben als Ersatzteile für das jeweils andere Shinai dienen können.
Viele Anwender schätzen Shinai, deren Schwerpunkt durch die Bambusknoten nahe am Griffende liegt, weil das Shinai bei den Schlagübungen so leichter erscheint; das bringt in etwa die gleichen Vorteile der grifflastigen Gewichtsverteilung bei einem Shinai mit besonders dickem Griff mit sich.

## Pflege
Das Shinai wird gewöhnlicherweise beim Auftreffen auf die beim Kendo erlaubten Trefferstellen oder auf andere Shinai hohen Belastungen ausgesetzt. Es bedarf daher, sofern es aus Bambus besteht, besonderer Pflege durch den Anwender, um Verletzungsgefahren beim Training vorzubeugen.
Das Shinai muss vor jeder Benutzung auf Splitter oder Bruchstellen untersucht werden. Besteht es aus hartem Bambus, ist die Gefahr der Splitterbildung oder der Spaltung der Länge nach höher, weicher Bambus hingegen tendiert dazu, quer durchzubrechen. Werden Splitter entdeckt, so sind sie mit einem scharfen Messer in Richtung des Kensen abzuschaben, die Stelle sollte anschließend mit Sandpapier geglättet werden.
Des Weiteren muss ein Bambusshinai vor der Erstanwendung und auch danach regelmäßig eingeölt werden, um es geschmeidig und flexibel zu halten und vor dem Austrocknen zu bewahren, was ein erhöhtes Splitterrisiko mit sich bringen würde. Aufgrund der offenen Holzstruktur des Bambus kann man hierzu gewöhnliches Pflanzenöl verwenden.
Diese Behandlung ist besonders wichtig für Shinai, die in trockeneren Gebieten verwendet werden, da der Bambus eigentlich eine hohe Luftfeuchtigkeit benötigt.
Ein gesplittertes Shinai stellt ein ernstzunehmendes Gesundheitsrisiko beim Training dar, insbesondere bei Schlägen in Richtung des Kopfes oder auf den Kopfschutz (Men), da sich die Splitter in die Haut oder das Auge des Geschlagenen bohren können.
Auf diese Weise verunglückte am 22. Dezember 1977 auch der Kendō-Lehrer Kunihiro Goto beim Training in Deutschland tödlich. Zum Gedenken daran wird jährlich vom Kendo-Verein Düsseldorf e. V. das Dr. Goto-Gedenkturnier ausgerichtet.
Carbonshinai benötigen keine besondere Pflege.